# SKP Slovan Moravská Třebová
SKP Slovan Moravská Třebová je český fotbalový klub z Moravské Třebové, který byl založen roku 1945 jako SK Moravská Třebová. Od sezony 2024/25 hraje Přebor Pardubického kraje (5. nejvyšší soutěž). Klubovými barvami jsou modrá a bílá.

## Odchovanci
Nejznámějšími odchovanci jsou bývalí prvoligoví hráči Libor Soldán a Miloš Kudyn. Odchovanci jsou i Martin Aberle (mj. TJ Svitavy 1993–2000) a Martin Potáček (mj. II. liga 1993/94). V žákovském věku hrál v klubu i Martin Abraham.

## Největší úspěchy
Moravskotřebovští se pohybovali nejvýše ve 4. nejvyšší soutěži (Spartak 2 sezony 1955–1956, Slovan 8 sezon 1957/58–1964/65), v novodobé historii je největším úspěchem účast v nejvyšší župní (krajské) soutěži (Hanácká župa: 1991/92, 1993/94 – 2000/01, Pardubický kraj: prve 2002/03).

## Vývoj názvů
Zdroje: 

### SK / Jiskra (1945–1956)
- 1945 – SK Moravská Třebová (Sportovní klub Moravská Třebová)
- 1948 – JTO Sokol Hedva Moravská Třebová (Jednotná tělovýchovná organisace Sokol Hedva Moravská Třebová)
- 1949 – ZSJ Hedva Moravská Třebová (Závodní sokolská jednota Hedva Moravská Třebová)
- 1953 – DSO Jiskra Moravská Třebová (Dobrovolná sportovní organisace Jiskra Moravská Třebová)
- 1956 – sloučení se Spartakem do TJ Slovan Moravská Třebová

### Sandrik / Spartak (1947–1956)
- 1947 – SK Sandrik Moravská Třebová (Sportovní klub Sandrik Moravská Třebová)
- 1948 – JTO Sokol Sandrik Moravská Třebová (Jednotná tělovýchovná organisace Sokol Sandrik Moravská Třebová)
- 1949 – ZSJ Sandrik Moravská Třebová (Závodní sokolská jednota Sandrik Moravská Třebová)
- 1953 – DSO Spartak Moravská Třebová (Dobrovolná sportovní organisace Spartak Moravská Třebová)
- 1956 – sloučení s Jiskrou do TJ Slovan Moravská Třebová

### Slovan (od 1956)
- 1956 – TJ Slovan Moravská Třebová (Tělovýchovná jednota Slovan Moravská Třebová) – sloučením DSO Jiskra a DSO Spartak

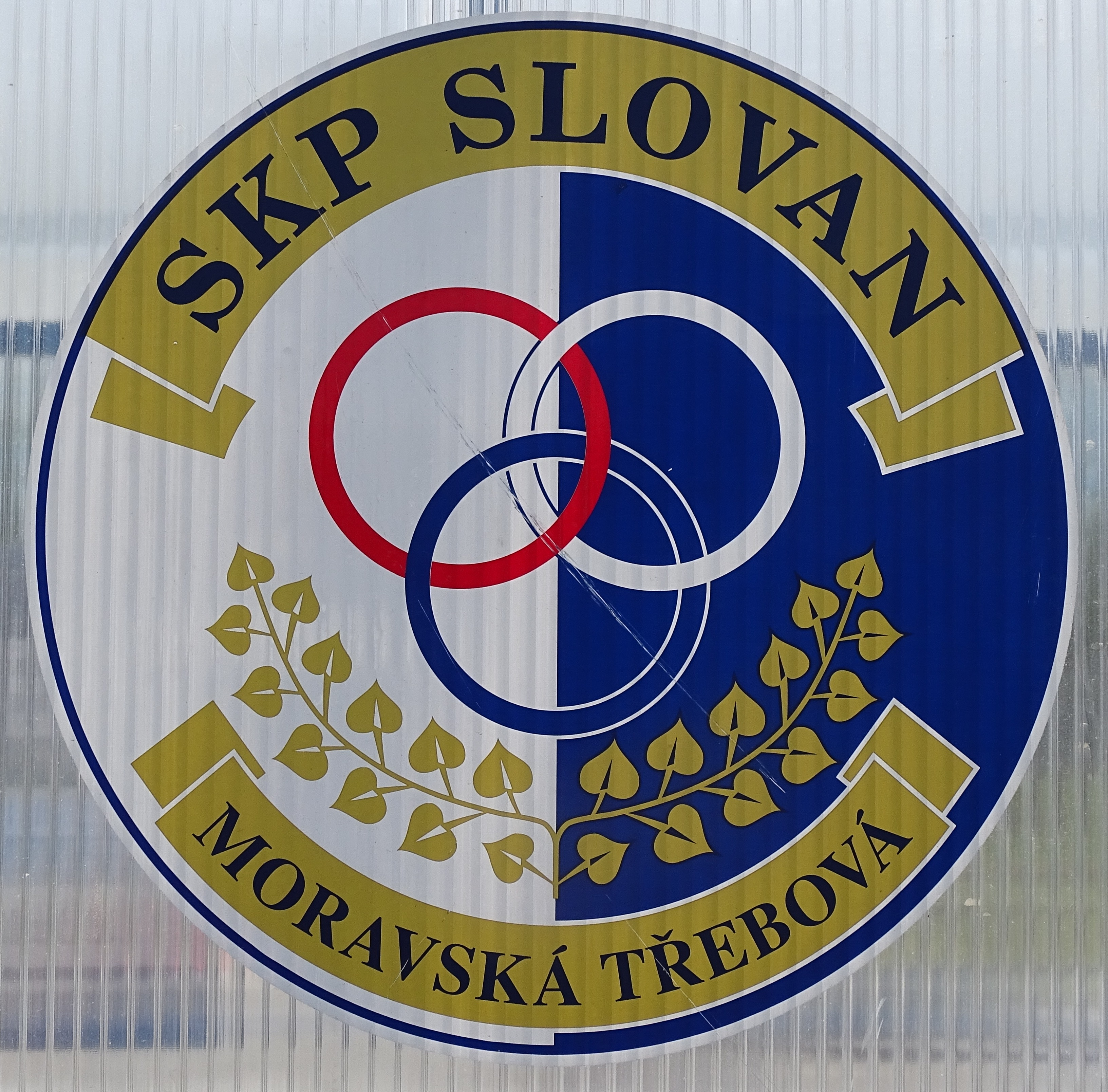
Znak SKP Slovan Moravská Třebová

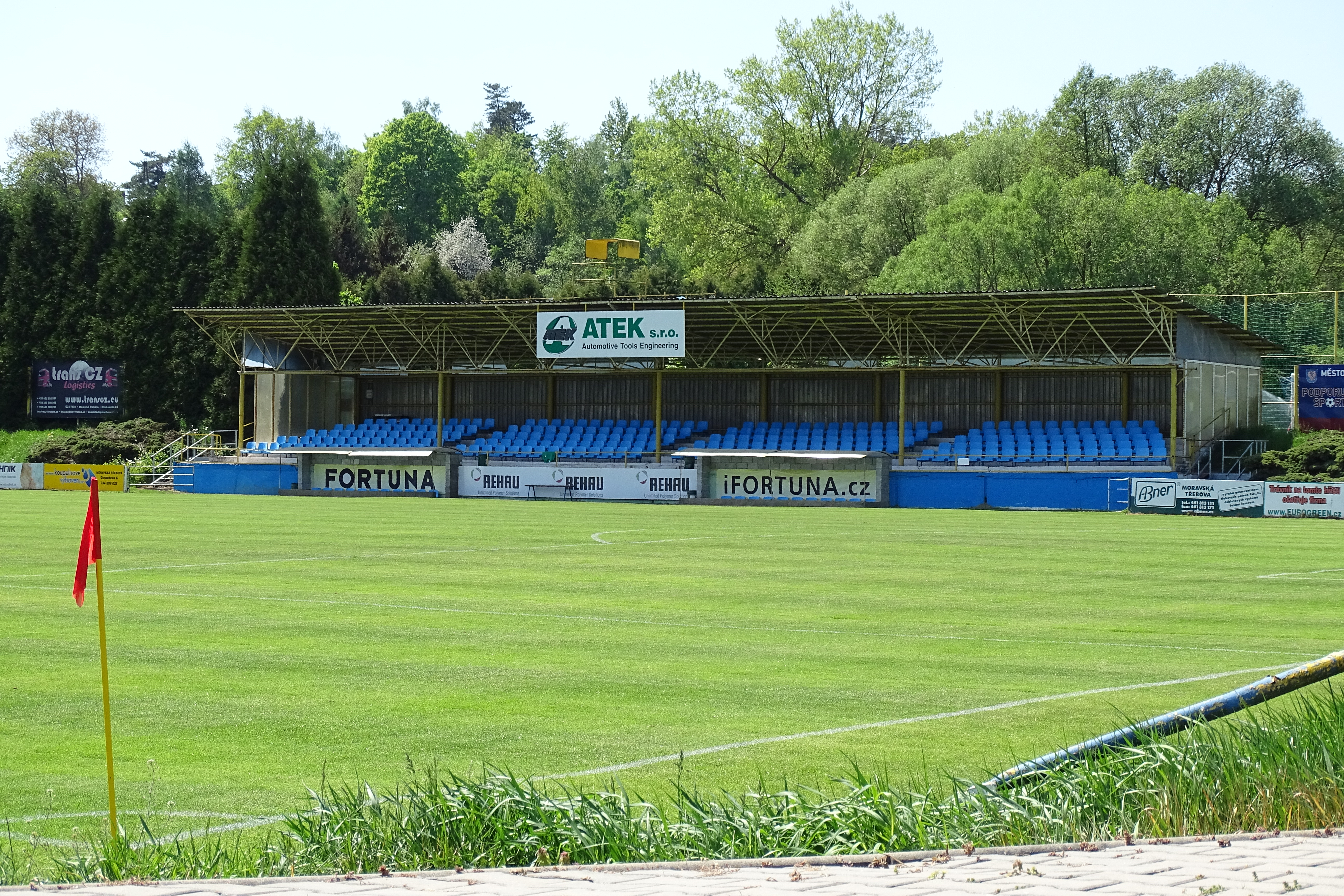
Tribuna na stadionu v Moravské Třebové

- Znak SKP Slovan Moravská TřebováTribuna na stadionu v Moravské Třebové199? – SKP Slovan Moravská Třebová (Sportovní klub Policie Slovan Moravská Třebová)

## Stručná historie klubu
Zdroj: 
SK Moravská Třebová zahájil na podzim 1945 ve IV. třídě BZMŽF (Bradova západomoravská župa footballová), během dvou ročníků se probojoval až do II. třídy. Roku 1947 byl v Moravské Třebové založen další klub s názvem Sandrik Moravská Třebová, který byl zařazen rovněž do II. třídy.
Po únoru 1948 byly v souvislosti s reorganizací tělovýchovy oba sportovní kluby zrušeny a nahrazeny jednotami při rozhodujících průmyslových podnicích ve městě – Jiskra (při Hedvě) a Spartak (při Sandriku). Oba oddíly hrály i nadále v okresní soutěži, úspěšnější byl Spartak, který roku 1949 postoupil do I. B třídy a odtud v roce 1954 do I. A třídy (tehdy 4. nejvyšší soutěž). Mužstvo Jiskry se roku 1953 probojovalo do I. B třídy.
V srpnu 1956 došlo ke sloučení obou moravskotřebovských oddílů pod TJ Slovan Moravská Třebová. A-mužstvo převzalo místo Spartaku v I. A třídě, ze záložních mužstev Spartaku a Jiskry byly vytvořeny dva rezervní týmy Slovanu, které oba nastupovaly ve II. třídě. Ročník 1959/60 byl pro klub na 31 rok posledním v rámci moravských soutěží, po územní reorganizaci bylo mužstvo zařazeno do fotbalových soutěží nově vzniknuvšího Východočeského kraje, kde hrálo až do sezony 1990/91. Následujících 11 sezon klub působil opět na Moravě, s výjimkou dvou sezon v I. A třídě (1992/93 a 2001/02) zde hrál v Hanáckém župním přeboru. Od sezony 2002/03 působí v soutěžích Pardubického kraje.

### SK / Jiskra (1945–1956)
- 1945/46: IV. třída
- 1946/47: III. třída
- 1947/48–1953: II. třída
- 1954–1956: I. B třída

### Sandrik / Spartak (1947–1956)
- 1947/48–1949: II. třída
- 1950–1954: I. B třída
- 1955–1956: I. A třída

### Slovan (1956–1979)
- 1956–1966/67: I. A třída
- 1967/68–1973/74: I. B třída
- 1974/75–1978/79: I. A třída

## Umístění v jednotlivých sezonách
Legenda: Z – zápasy, V – výhry, R – remízy, P – porážky, VG – vstřelené góly, OG – obdržené góly, +/− – rozdíl skóre, B – body, červené podbarvení – sestup, zelené podbarvení – postup, fialové podbarvení – reorganizace, změna skupiny či soutěže
| Československo (1955 – 1993) |                                         |        |    |     |       |     |     |     |     |    |        |
| Sezóny                       | Liga                                    | Úroveň | Z  | V   | R     | P   | VG  | OG  | +/− | B  | Pozice |
| 1955                         | I. A třída Brněnského kraje             | 4      | 22 | 8   | 5     | 9   | 51  | 38  | +13 | 21 | 6.     |
| 1956                         | I. A třída Brněnského kraje             | 4      | 22 | 10  | 3     | 9   | 56  | 60  | −4  | 23 | 5.     |
| 1957/58                      | I. A třída Brněnského kraje             | 4      | 39 | 15  | 10    | 14  | 89  | 94  | −5  | 40 | 8.     |
| 1958/59                      | I. A třída Brněnského kraje             | 4      | 22 | 10  | 4     | 8   | 54  | 43  | +11 | 24 | 4.     |
| 1959/60                      | I. A třída Brněnského kraje             | 4      | 22 | 6   | 4     | 12  | 41  | 59  | −18 | 16 | 9.     |
| ...                          |                                         |        |    |     |       |     |     |     |     |    |        |
| 1979/80                      | Východočeský krajský přebor             | 4      | 26 | 7   | 11    | 8   | 32  | 31  | +1  | 25 | 8.     |
| 1980/81                      | Východočeský krajský přebor             | 4      | 26 | ... | ...   | ... | ... | ... | ... |    |        |
| 1981/82                      | Východočeský krajský přebor             | 5      | 26 | 14  | 5     | 7   | 38  | 21  | +17 | 33 | 2.     |
| 1982/83                      | Východočeský krajský přebor             | 5      | 26 | 11  | 6     | 9   | 48  | 47  | +1  | 28 | 5.     |
| 1983/84                      | Východočeský krajský přebor             | 5      | 22 | 11  | 3     | 8   | 49  | 39  | +10 | 25 | 4.     |
| 1984/85                      | Východočeský krajský přebor             | 5      | 26 | 12  | 2     | 12  | 37  | 38  | −1  | 26 | 7.     |
| 1985/86                      | Východočeský krajský přebor             | 5      | 26 | 12  | 6     | 8   | 49  | 43  | +6  | 30 | 7.     |
| 1986/87                      | Východočeský krajský přebor             | 5      | 26 | 8   | 8     | 10  | 38  | 40  | −2  | 24 | 9.     |
| 1987/88                      | Východočeský krajský přebor             | 5      | 26 | 7   | 6     | 13  | 38  | 48  | −10 | 20 | 13.    |
| 1988/89                      | I. A třída Východočeského kraje – sk. ? | 6      | 26 | ... | ...   | ... | ... | ... | ... |    | 1.     |
| 1989/90                      | Východočeský krajský přebor             | 5      | 30 | 8   | 7     | 15  | 40  | 55  | −15 | 23 | 15.    |
| 1990/91                      | Východočeský krajský přebor             | 5      | 30 | 9   | 7     | 14  | 29  | 52  | −23 | 25 | 13.    |
| 1991/1992                    | Hanácký župní přebor                    | 5      | 26 | 4   | 6     | 16  | 21  | 47  | −16 | 14 | 14.    |
| 1992/93                      | I. A třída Hanácké župy – sk. A         | 6      | 26 | 14  | 6     | 6   | 42  | 27  | +15 | 32 | 1.     |
| Česko (1993 – )              |                                         |        |    |     |       |     |     |     |     |    |        |
| Sezóna                       | Liga                                    | Úroveň | Z  | V   | R     | P   | VG  | OG  | +/− | B  | Pozice |
| 1993/94                      | Hanácký župní přebor                    | 5      | 30 | 7   | 12    | 11  | 27  | 37  | −10 | 26 | 11.    |
| 1994/95                      | Hanácký župní přebor                    | 5      | 30 | 13  | 6     | 11  | 32  | 31  | +1  | 45 | 6.     |
| 1995/96                      | Hanácký župní přebor                    | 5      | 28 | 9   | 6     | 13  | 37  | 51  | −14 | 33 | 6.     |
| 1996/97                      | Hanácký župní přebor                    | 5      | 30 | 8   | 7     | 15  | 35  | 47  | −12 | 31 | 14.    |
| 1997/98                      | Hanácký župní přebor                    | 5      | 30 | 10  | 9     | 11  | 34  | 38  | −4  | 39 | 9.     |
| 1998/99                      | Hanácký župní přebor                    | 5      | 30 | 10  | 8     | 12  | 26  | 39  | −13 | 38 | 11.    |
| 1999/00                      | Hanácký župní přebor                    | 5      | 30 | 7   | 10    | 13  | 33  | 43  | −10 | 31 | 15.    |
| 2000/01                      | Hanácký župní přebor                    | 5      | 30 | 6   | 10    | 14  | 27  | 47  | −20 | 28 | 14.    |
| 2001/02                      | I. A třída Hanácké župy – sk. A         | 6      | 26 | 19  | 4     | 3   | 52  | 17  | +35 | 61 | 1.     |
| 2002/03                      | Přebor Pardubického kraje               | 5      | 26 | 7   | 5     | 14  | 29  | 36  | −7  | 26 | 11.    |
| 2003/04                      | Přebor Pardubického kraje               | 5      | 26 | 7   | 16    | 3   | 30  | 23  | +7  | 37 | 9.     |
| 2004/05                      | Přebor Pardubického kraje               | 5      | 26 | 7   | 12    | 7   | 37  | 24  | +13 | 33 | 9.     |
| 2005/06                      | Přebor Pardubického kraje               | 5      | 26 | 14  | 3     | 9   | 39  | 34  | +5  | 45 | 4.     |
| 2006/07                      | Přebor Pardubického kraje               | 5      | 30 | 15  | 4     | 11  | 40  | 33  | +7  | 49 | 5.     |
| 2007/08                      | Přebor Pardubického kraje               | 5      | 30 | 15  | 4     | 11  | 55  | 39  | +16 | 49 | 4.     |
| 2008/09                      | Přebor Pardubického kraje               | 5      | 30 | 12  | 9     | 9   | 49  | 45  | +4  | 45 | 7.     |
| 2009/10                      | Přebor Pardubického kraje               | 5      | 30 | 8   | 7     | 15  | 38  | 46  | −8  | 31 | 15.    |
| 2010/11                      | I. A třída Pardubického kraje           | 6      | 26 | 15  | 1     | 10  | 53  | 29  | +24 | 46 | 4.     |
| 2011/12                      | Přebor Pardubického kraje               | 5      | 30 | 12  | 9     | 9   | 46  | 40  | +6  | 45 | 7.     |
| 2012/13                      | Přebor Pardubického kraje               | 5      | 30 | 4   | 6     | 20  | 26  | 54  | −28 | 18 | 16.    |
| 2013/14                      | I. A třída Pardubického kraje           | 6      | 26 | 22  | 1     | 3   | 91  | 26  | +65 | 67 | 1.     |
| 2014/15                      | Přebor Pardubického kraje               | 5      | 30 | 12  | 6     | 12  | 53  | 45  | +8  | 42 | 10.    |
| 2015/16                      | Přebor Pardubického kraje               | 5      | 30 | 5   | 6 / 2 | 17  | 34  | 61  | −27 | 29 | 13.    |
| 2016/17                      | Přebor Pardubického kraje               | 5      | 30 | 12  | 2 / 4 | 12  | 50  | 44  | +6  | 44 | 9.     |
| 2017/18                      | Přebor Pardubického kraje               | 5      | 30 | 12  | 7 / 1 | 10  | 39  | 34  | +5  | 51 | 5.     |
| 2018/19                      | Přebor Pardubického kraje               | 5      | 30 | 16  | 2 / 5 | 7   | 63  | 35  | +28 | 57 | 5.     |
| 2019/20                      | Přebor Pardubického kraje               | 5      | 15 | 7   | 1 / 2 | 5   | 33  | 25  | +8  | 25 | 9.     |
| 2020/21                      | Přebor Pardubického kraje               | 5      | 10 | 5   | 3 / 1 | 1   | 24  | 11  | +13 | 22 | 4.     |
| 2021/22                      | Přebor Pardubického kraje               | 5      | 30 | 15  | 6     | 9   | 56  | 33  | +23 | 51 | 7.     |
| 2022/23                      | Přebor Pardubického kraje               | 5      | 30 | 7   | 2     | 21  | 29  | 66  | −37 | 23 | 16.    |
| 2023/24                      | I. A třída Pardubického kraje           | 6      | 26 | 17  | 2     | 7   | 69  | 44  | +25 | 53 | 2.     |
| 2024/25                      | Přebor Pardubického kraje               | 5      | 30 | 9   | 8     | 13  | 48  | 66  | -18 | 35 | 11.    |

Poznámky:
- 1990/91: Po sezoně došlo k reorganizaci nižších soutěží (návrat žup, rušení krajů).
- 2001/02: Po sezoně došlo k reorganizaci nižších soutěží (návrat krajů, rušení žup).
- 2010/11: Moravskotřebovští postoupili mimořádně.[11]
- 2015/16: Od sezony 2015/16 se hraje v Pardubickém kraji tímto způsobem: Pokud zápas skončí nerozhodně, kope se penaltový rozstřel. Jeho vítěz bere 2 body, poražený pak jeden bod. Za výhru po 90 minutách jsou 3 body, za prohru po 90 minutách není žádný bod.
- 2019/20 a 2020/21: Tyto sezony byly ukončeny předčasně z důvodu pandemie covidu-19 v Česku.

## SKP Slovan Moravská Třebová „B“
SKP Slovan Moravská Třebová „B“ je rezervním týmem Moravské Třebové, který se pohybuje mezi okresní a krajskou úrovní. Od sezony 2017/18 hraje I. B třídu Pardubického kraje (7. nejvyšší soutěž).

### Umístění B mužstva v jednotlivých sezonách
Legenda: Z – zápasy, V – výhry, R – remízy, P – porážky, VG – vstřelené góly, OG – obdržené góly, +/− – rozdíl skóre, B – body, červené podbarvení – sestup, zelené podbarvení – postup, fialové podbarvení – reogranizace, změna skupiny či soutěže
| Československo (1981 – 1993) |                                                          |                                                          |                                                          |                                                          |                                                          |                                                          |                                                          |                                                          |                                                          |                                                          |                                                          |
| Sezóny                       | Liga                                                     | Úroveň                                                   | Z                                                        | V                                                        | R                                                        | P                                                        | VG                                                       | OG                                                       | +/−                                                      | B                                                        | Pozice                                                   |
| 1981/82                      | Okresní přebor Svitavska                                 | 8                                                        | 26                                                       | 10                                                       | 8                                                        | 8                                                        | 42                                                       | 33                                                       | +9                                                       | 28                                                       | 5.                                                       |
| 1982/83                      | Okresní přebor Svitavska                                 | 8                                                        | 26                                                       | 16                                                       | 4                                                        | 6                                                        | 63                                                       | 29                                                       | +34                                                      | 36                                                       | 1.                                                       |
| ...                          |                                                          |                                                          |                                                          |                                                          |                                                          |                                                          |                                                          |                                                          |                                                          |                                                          |                                                          |
| 1986/87                      | Okresní přebor Svitavska                                 | 8                                                        | 26                                                       | 12                                                       | 6                                                        | 8                                                        | 38                                                       | 37                                                       | +1                                                       | 30                                                       | 2.                                                       |
| 1987/88                      | Okresní přebor Svitavska                                 | 8                                                        | 26                                                       | 7                                                        | 8                                                        | 11                                                       | 45                                                       | 52                                                       | −7                                                       | 29                                                       | 10.                                                      |
| 1988/89                      | Okresní přebor Svitavska                                 | 8                                                        | 26                                                       | 10                                                       | 7                                                        | 9                                                        | 41                                                       | 42                                                       | −1                                                       | 27                                                       | 6.                                                       |
| 1989/90                      | Okresní přebor Svitavska                                 | 8                                                        | 26                                                       | 12                                                       | 7                                                        | 7                                                        | 49                                                       | 33                                                       | +16                                                      | 31                                                       | 4.                                                       |
| 1990/91                      | Okresní přebor Svitavska                                 | 8                                                        | 26                                                       | 9                                                        | 5                                                        | 12                                                       | 43                                                       | 48                                                       | −5                                                       | 23                                                       | 11.                                                      |
| ...                          |                                                          |                                                          |                                                          |                                                          |                                                          |                                                          |                                                          |                                                          |                                                          |                                                          |                                                          |
| Česko (1993 – )              |                                                          |                                                          |                                                          |                                                          |                                                          |                                                          |                                                          |                                                          |                                                          |                                                          |                                                          |
| Sezóna                       | Liga                                                     | Úroveň                                                   | Z                                                        | V                                                        | R                                                        | P                                                        | VG                                                       | OG                                                       | +/−                                                      | B                                                        | Pozice                                                   |
| ...                          |                                                          |                                                          |                                                          |                                                          |                                                          |                                                          |                                                          |                                                          |                                                          |                                                          |                                                          |
| 2003/04                      | Okresní přebor Svitavska                                 | 8                                                        | 26                                                       | 16                                                       | 4                                                        | 6                                                        | 54                                                       | 38                                                       | +16                                                      | 52                                                       | 1.                                                       |
| 2004/05                      | I. B třída Pardubického kraje – sk. B                    | 7                                                        | 26                                                       | 8                                                        | 7                                                        | 11                                                       | 32                                                       | 45                                                       | −13                                                      | 31                                                       | 8.                                                       |
| 2005/06                      | I. B třída Pardubického kraje – sk. B                    | 7                                                        | 26                                                       | 6                                                        | 6                                                        | 14                                                       | 26                                                       | 54                                                       | −28                                                      | 24                                                       | 13.                                                      |
| 2006/07                      | Okresní přebor Svitavska                                 | 8                                                        | 26                                                       | 17                                                       | 5                                                        | 4                                                        | 60                                                       | 34                                                       | +26                                                      | 56                                                       | 1.                                                       |
| 2007/08                      | I. B třída Pardubického kraje – sk. B                    | 7                                                        | 26                                                       | 11                                                       | 3                                                        | 12                                                       | 57                                                       | 58                                                       | −1                                                       | 36                                                       | 7.                                                       |
| 2008/09                      | I. B třída Pardubického kraje – sk. B                    | 7                                                        | 26                                                       | 10                                                       | 5                                                        | 11                                                       | 40                                                       | 48                                                       | −8                                                       | 35                                                       | 8.                                                       |
| 2009/10                      | Okresní přebor Svitavska                                 | 8                                                        | 30                                                       | 19                                                       | 4                                                        | 7                                                        | 72                                                       | 43                                                       | +29                                                      | 61                                                       | 2.                                                       |
| 2010/11                      | Okresní přebor Svitavska                                 | 8                                                        | 26                                                       | 12                                                       | 6                                                        | 8                                                        | 54                                                       | 43                                                       | +1                                                       | 42                                                       | 2.                                                       |
| 2011/12                      | Okresní přebor Svitavska                                 | 8                                                        | 26                                                       | 20                                                       | 4                                                        | 2                                                        | 67                                                       | 20                                                       | +47                                                      | 64                                                       | 1.                                                       |
| 2012/13                      | I. B třída Pardubického kraje – sk. B                    | 7                                                        | 26                                                       | 9                                                        | 9                                                        | 8                                                        | 40                                                       | 42                                                       | −2                                                       | 36                                                       | 8.                                                       |
| 2013/14                      | I. B třída Pardubického kraje – sk. B                    | 7                                                        | 26                                                       | 9                                                        | 2                                                        | 15                                                       | 46                                                       | 60                                                       | −14                                                      | 29                                                       | 13.                                                      |
| 2014/15                      | V této sezoně nebylo mužstvo přihlášeno v žádné soutěži. | V této sezoně nebylo mužstvo přihlášeno v žádné soutěži. | V této sezoně nebylo mužstvo přihlášeno v žádné soutěži. | V této sezoně nebylo mužstvo přihlášeno v žádné soutěži. | V této sezoně nebylo mužstvo přihlášeno v žádné soutěži. | V této sezoně nebylo mužstvo přihlášeno v žádné soutěži. | V této sezoně nebylo mužstvo přihlášeno v žádné soutěži. | V této sezoně nebylo mužstvo přihlášeno v žádné soutěži. | V této sezoně nebylo mužstvo přihlášeno v žádné soutěži. | V této sezoně nebylo mužstvo přihlášeno v žádné soutěži. | V této sezoně nebylo mužstvo přihlášeno v žádné soutěži. |
| 2015/16                      | Okresní přebor Svitavska                                 | 9                                                        | 26                                                       | 23                                                       | 1                                                        | 2                                                        | 97                                                       | 22                                                       | +75                                                      | 70                                                       | 1.                                                       |
| 2016/17                      | Okresní přebor Svitavska                                 | 8                                                        | 26                                                       | 18                                                       | 2                                                        | 6                                                        | 55                                                       | 36                                                       | +19                                                      | 56                                                       | 1.                                                       |
| 2017/18                      | I. B třída Pardubického kraje – sk. B                    | 7                                                        | 26                                                       | 7                                                        | 3 / 5                                                    | 11                                                       | 40                                                       | 54                                                       | −14                                                      | 32                                                       | 10.                                                      |
| 2018/19                      | I. B třída Pardubického kraje – sk. B                    | 7                                                        | 26                                                       | 12                                                       | 1 / 1                                                    | 12                                                       | 47                                                       | 49                                                       | −2                                                       | 39                                                       | 7.                                                       |
| 2019/20                      | I. B třída Pardubického kraje – sk. B                    | 7                                                        | 13                                                       | 1                                                        | 1 / 4                                                    | 7                                                        | 13                                                       | 27                                                       | −14                                                      | 12                                                       | 13.                                                      |
| 2020/21                      | I. B třída Pardubického kraje – sk. B                    | 7                                                        | 10                                                       | 3                                                        | 2 / 1                                                    | 4                                                        | 24                                                       | 16                                                       | +8                                                       | 14                                                       | 9.                                                       |
| 2021/22                      | I. B třída Pardubického kraje – sk. B                    | 7                                                        | 26                                                       | 11                                                       | 3                                                        | 12                                                       | 47                                                       | 61                                                       | −14                                                      | 36                                                       | 6.                                                       |
| 2022/23                      | I. B třída Pardubického kraje – sk. B                    | 7                                                        | 26                                                       | 8                                                        | 6                                                        | 12                                                       | 44                                                       | 54                                                       | −10                                                      | 30                                                       | 9.                                                       |
| 2023/24                      | I. B třída Pardubického kraje – sk. B                    | 7                                                        | 26                                                       | 8                                                        | 5                                                        | 13                                                       | 42                                                       | 75                                                       | -33                                                      | 29                                                       | 11.                                                      |
| 2024/25                      | Okresní přebor Svitavska                                 | 8                                                        | 26                                                       | 8                                                        | 4                                                        | 14                                                       | 48                                                       | 60                                                       | -12                                                      | 28                                                       | 10.                                                      |

Poznámky:
- 2008/09: Po sezoně se B-mužstvo přihlásilo o soutěž níže.[11][15]
- 2010/11: První tři mužstva měla shodně po 42 bodech, o postupu do vyšší soutěže rozhodla tabulka vzájemných zápasů této trojice. Zvítězilo mužstvo TJ Sokol Kunčina, 2. místo obsadilo B-mužstvo Moravské Třebové a třetí byl Opatov.[16]
- 2015/16: Od sezony 2015/16 se hraje v Pardubickém kraji tímto způsobem: Pokud zápas skončí nerozhodně, kope se penaltový rozstřel. Jeho vítěz bere 2 body, poražený pak jeden bod. Za výhru po 90 minutách jsou 3 body, za prohru po 90 minutách není žádný bod.
- 2019/20 a 2020/21: Tyto sezony byly ukončeny předčasně z důvodu pandemie covidu-19 v Česku.
- 2024/25: B mužstvo se před touto sezonou dobrovolně přihlásilo do Okresního přeboru Svitavy.

## SKP Slovan Moravská Třebová „C“
SKP Slovan Moravská Třebová „C“ byl druhým rezervním týmem Moravské Třebové, který se pohyboval na okresní úrovní. Vznikl roku 2007 a od roku 2015 hraje ve Starém Městě.

### Umístění v jednotlivých sezonách
Legenda: Z – zápasy, V – výhry, R – remízy, P – porážky, VG – vstřelené góly, OG – obdržené góly, +/− – rozdíl skóre, B – body, červené podbarvení – sestup, zelené podbarvení – postup, fialové podbarvení – reogranizace, změna skupiny či soutěže
| Česko (2007 – 2015) |                                  |        |    |    |   |    |    |    |     |    |        |
| Sezóna              | Liga                             | Úroveň | Z  | V  | R | P  | VG | OG | +/− | B  | Pozice |
| 2007/08             | Okresní soutěž Svitavska         | 9      | 28 | 9  | 5 | 14 | 49 | 64 | −15 | 32 | 11.    |
| 2008/09             | Okresní soutěž Svitavska         | 9      | 28 | 19 | 6 | 3  | 81 | 34 | +47 | 63 | 1.     |
| 2009/10             | Okresní soutěž Svitavska         | 9      | 28 | 11 | 5 | 12 | 54 | 64 | −10 | 38 | 8.     |
| 2010/11             | Okresní soutěž Svitavska – sk. B | 9      | 18 | 5  | 4 | 9  | 32 | 40 | −8  | 19 | 8.     |
| 2011/12             | Okresní soutěž Svitavska         | 9      | 26 | 6  | 6 | 14 | 45 | 63 | −18 | 24 | 11.    |
| 2012/13             | Okresní soutěž Svitavska         | 9      | 26 | 5  | 6 | 15 | 28 | 65 | −37 | 21 | 13.    |
| 2013/14             | Okresní soutěž Svitavska         | 9      | 22 | 11 | 3 | 8  | 58 | 45 | +7  | 24 | 11.    |
| 2014/15             | Okresní soutěž Svitavska         | 9      | 24 | 22 | 0 | 2  | 93 | 23 | +70 | 66 | 1.     |

Poznámky:
- 2008/09: C-mužstvo nemohlo postoupit z důvodu účasti B-mužstva v Okresním přeboru Svitavska 2009/10.[11][15]
- os sezony 2014/15 C-mužstvo přešlo do Starého Města (název TJ Staré Město).[16]